# Dragons - Squadra di salvataggio
Dragons - Squadra di salvataggio (DreamWorks Dragons: Rescue Riders), è una serie animata statunitense, ispirata ai personaggi del franchise di Dragon Trainer, prodotta dalla DreamWorks Animation per Netflix e distribuita dalla Universal Television. È la seconda serie animata dopo Dragons.
In Italia la serie viene trasmessa in TV su K2 dal 7 maggio 2021.

## Trama
Dak e Leyla sono due gemelli adottati dai draghi che hanno sviluppato l'abilità di comunicare con loro. Cercano di aiutare la città di Huttsgalor e salvare gli altri draghi in difficoltà.

## Episodi
| Stagione         | Episodi | Pubblicazione USA | Pubblicazione Italia |
| ---------------- | ------- | ----------------- | -------------------- |
| Prima stagione   | 14      | 2019              | 2019                 |
| Seconda stagione | 12      | 2020              | 2020                 |
| Speciali         | 3       | 2020              | 2020                 |

### Prima stagione
| nº | Titolo originale    | Titolo italiano             | Pubblicazione USA | Pubblicazione Italia |
| -- | ------------------- | --------------------------- | ----------------- | -------------------- |
| 1  | The Nest            | Il nido                     | 27 settembre 2019 | 27 settembre 2019    |
| 2  | Deep Trouble        | Grossi guai                 | 27 settembre 2019 | 27 settembre 2019    |
| 3  | Boo to You          | Boo a te                    | 27 settembre 2019 | 27 settembre 2019    |
| 4  | Where There's Smoke | Dove c'è fumo               | 27 settembre 2019 | 27 settembre 2019    |
| 5  | Heavy Metal         | Metallo pesante             | 27 settembre 2019 | 27 settembre 2019    |
| 6  | Iced Out            | Avventura tra i ghiacci     | 27 settembre 2019 | 27 settembre 2019    |
| 7  | Sick Day            | Giorno di malattia          | 27 settembre 2019 | 27 settembre 2019    |
| 8  | Bad Egg             | L'uovo misterioso           | 27 settembre 2019 | 27 settembre 2019    |
| 9  | Home Alone          | A casa da soli              | 27 settembre 2019 | 27 settembre 2019    |
| 10 | Slobber Power       | Il potere della bava        | 27 settembre 2019 | 27 settembre 2019    |
| 11 | Crash Course        | Corso di schianto           | 27 settembre 2019 | 27 settembre 2019    |
| 12 | Furious Fun         | Divertimento da furie       | 27 settembre 2019 | 27 settembre 2019    |
| 13 | Grumblegard: Part 1 | Grumblegard (prima parte)   | 27 settembre 2019 | 27 settembre 2019    |
| 14 | Grumblegard: Part 2 | Grumblegard (seconda parte) | 27 settembre 2019 | 27 settembre 2019    |

### Seconda stagione
| nº | Titolo originale | Titolo italiano           | Pubblicazione USA | Pubblicazione Italia |
| -- | ---------------- | ------------------------- | ----------------- | -------------------- |
| 1  | Double Finked    | Doppio Finke              | 7 febbraio 2020   | 7 febbraio 2020      |
| 2  | Divewings        | Draghi degli abissi       | 7 febbraio 2020   | 7 febbraio 2020      |
| 3  | Mecha-Menace     | Minaccia-meccanica        | 7 febbraio 2020   | 7 febbraio 2020      |
| 4  | Summer Holiday   | La vacanza di Smeralda    | 7 febbraio 2020   | 7 febbraio 2020      |
| 5  | Treasure Riders  | La squadra di salvataggio | 7 febbraio 2020   | 7 febbraio 2020      |
| 6  | Puff Enuf        | Gonfia gonfia             | 7 febbraio 2020   | 7 febbraio 2020      |
| 7  | Hot, Hot, Hot    | Scotta, scotta, scotta    | 7 febbraio 2020   | 7 febbraio 2020      |
| 8  | High Anxiety     | Paura delle altezze       | 7 febbraio 2020   | 7 febbraio 2020      |
| 9  | King Burple      | Re Ruttolo                | 7 febbraio 2020   | 7 febbraio 2020      |
| 10 | Charged Up       | Il multidrago meccanico   | 7 febbraio 2020   | 7 febbraio 2020      |
| 11 | Belly Flop       | Tuffo di pancia           | 7 febbraio 2020   | 7 febbraio 2020      |
| 12 | Game of Horns    | Il gioco delle corna      | 7 febbraio 2020   | 7 febbraio 2020      |

### Episodi speciali
| nº | Titolo originale           | Titolo italiano            | Pubblicazione USA | Pubblicazione Italia |
| -- | -------------------------- | -------------------------- | ----------------- | -------------------- |
| 1  | Hunt for the Golden Dragon | Caccia al drago d'oro      | 27 marzo 2020     | 27 marzo 2020        |
| 2  | Secret of the Songwing     | I segreti del suon-ala     | 24 luglio 2020    | 24 luglio 2020       |
| 3  | Huttsgalor Holiday         | La festività di Huttsgalor | 24 novembre 2020  | 24 novembre 2020     |

## Personaggi e doppiatori

### Protagonisti
- Dak, voce originale di Nicolas Cantu e italiana di Lorenzo D'Agata.[1]
- Leyla, voce originale di Brennley Brown e italiana di Lucrezia Roma.[1]
- Duggard, voce originale di Carlos Alazraqui e italiana di Alessandro Budroni.
- Hannahr, voce originale di Moira Quirk e italiana di Giulia Catania.
- Elbone, voce originale di Roshon Fegan.

### Antagonisti
- Magnus Finke, voce originale di Brad Grusnick e italiana di Oreste Baldini.
- Axel Finke, voce originale di Jacob Hopkins.
- Lurke, voce originale di Carlos Alazraqui.
- Vizza, voce originale di Tara Strong.
- Snoop, voce originale di Jeff Bennett.

## Distribuzione
La prima stagione è stata interamente pubblicata, su Netflix, il 27 settembre 2019, mentre la seconda il 7 febbraio 2020.